# Боровлянка (Зоринський район)
Боровля́нка (рос. Боровлянка) — село у складі Зоринського району Алтайського краю, Росія. Входить до складу Сосновської сільської ради.

## Населення
Населення — 67 осіб (2010; 150 у 2002).
Національний склад (станом на 2002 рік):
- росіяни — 100 %